# Сантуш, Лусия де Жезуш Роза
Лу́сия де Жезу́ш Роза Са́нтуш (порт. Lúcia de Jesus Rosa Santos; 22 марта 1907, Алжуштрел — 13 февраля 2005, Коимбра) — португальская католическая монахиня, свидетельница Фатимских Откровений. Была старшей из трёх детей, наблюдавших явления Девы Марии с мая по октябрь 1917 года.

## Биография
Родилась в пригороде Фатимы младшей из шести детей в семье крестьян Антониу Сантуша и Марии Розы. В период с мая по октябрь 1917 года Лусия, её двоюродные брат Франсишку и сестра Жасинта Марту рассказывали о видениях в небе вблизи Фатимы светящейся дамы, которая, по их мнению, была Девой Марией. Дети сообщали, что явление происходило на 13-й день каждого месяца приблизительно в полдень в течение шести месяцев подряд. Единственным исключением был август, когда деревенский староста запер их и держал в своём доме.
В 1921 году Лусия переехала в Порту, где была принята послушницей в монастырскую школу. С 1928 года она жила в кармелитском монастыре в Коимбре, где в том же году приняла монашеские обеты.
Сестра Лусия умерла от сердечно-лёгочной недостаточности в монастыре Санта-Тереза в Коимбре 13 февраля 2005 года в возрасте 97 лет.